# Сатирикон
Сатирикон (на латински: Satyricon, Satyrikon) е отчасти запазен сатиричен роман от Тит Петроний Арбитър (14 – 66 г.), излязъл по времето на Нерон.
Произведението „Сатирикон“ обрисува живота на римското общество през 1 век.

## Български издания
- Петроний, Угощение у Трималхиона (откъс от Сатирикон). Превод от латински език Гаврил Кацаров. София: П. М. Бьзайтовь, 1903, 38 с.
- Петроний, Сатирикон. Превод от латински език Димитър Бояджиев. София: Народна култура, 1981, 152 с. (2 изд. - 1983)